# Sint-Eusebiuskerk

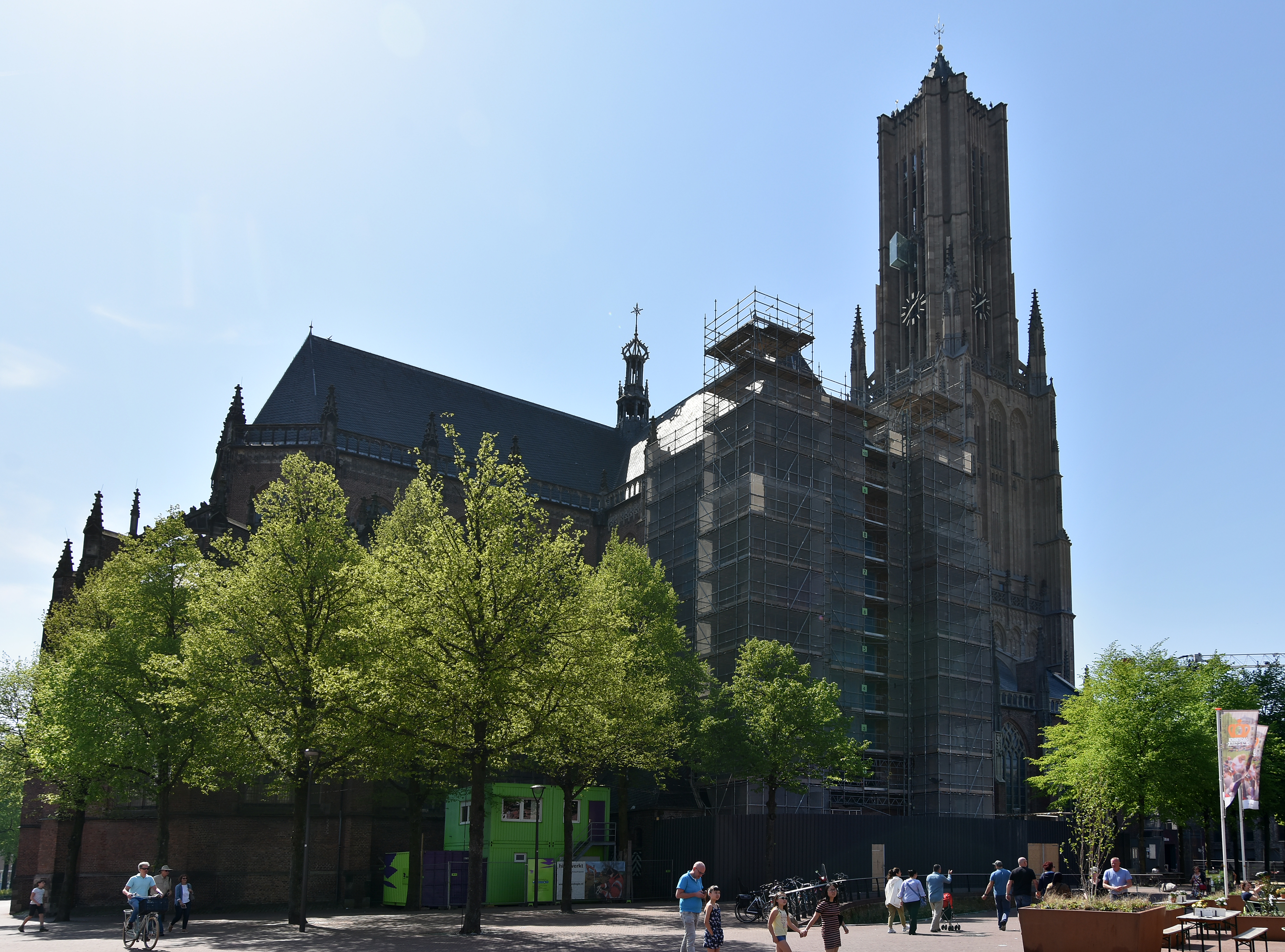
De Sint-Eusebiuskerk

De Eusebiuskerk of Grote kerk in Arnhem is de grootste en voornaamste protestantse kerk van Arnhem. De kerk behoorde tot aan de beeldenstorm, die in Arnhem plaatsvond in 1578-1579, tot de Rooms-Katholieke Kerk. Vanaf 1865 kende Arnhem ook de Kleine Eusebiuskerk aan het Nieuwe Plein, die in 1990 gesloopt werd.
Tijdens de Tweede Wereldoorlog werd de stad het toneel van de Slag om Arnhem, een historische luchtlanding en veldslag die van 17 tot 25 september 1944 plaatsvond, als onderdeel van Operatie Market Garden. De Eusebiuskerk stond middenin de vuurlinie en werd vrijwel volledig verwoest. Alleen de kapotgeschoten toren stak nog boven de ruïnes van de stad uit. Na de oorlog werd de kerk via een ingrijpende restauratie (1947-1964) opnieuw gebouwd. Sindsdien wordt de kerk beschouwd als nationaal icoon van de wederopbouw.
De kerk doet sinds 2019 dienst als multifunctionele locatie, met enkele malen per jaar een kerkdienst. 

## Oorsprong naam
De martelaar Eusebius (tweede eeuw) was een christen, die met geloofsgenoten actief was tijdens het Romeinse keizerschap (180-192) van Commodus (161-192 na Chr.). Omstreeks het jaar 190, nadat ze een Romeins senator hadden bekeerd, werd de keizer boos en liet eerst de senator terechtstellen en later Eusebius en zijn kompaan Vincentius. Ook nadat de tong van Eusebius was uitgerukt, bleef hij praten. De tong van Eusebius werd door een van de aanwezigen bewaard. Delen van het lichaam (een reliek) van Eusebius zouden via Prüm in 1453 naar Arnhem zijn gekomen.

## Geschiedenis

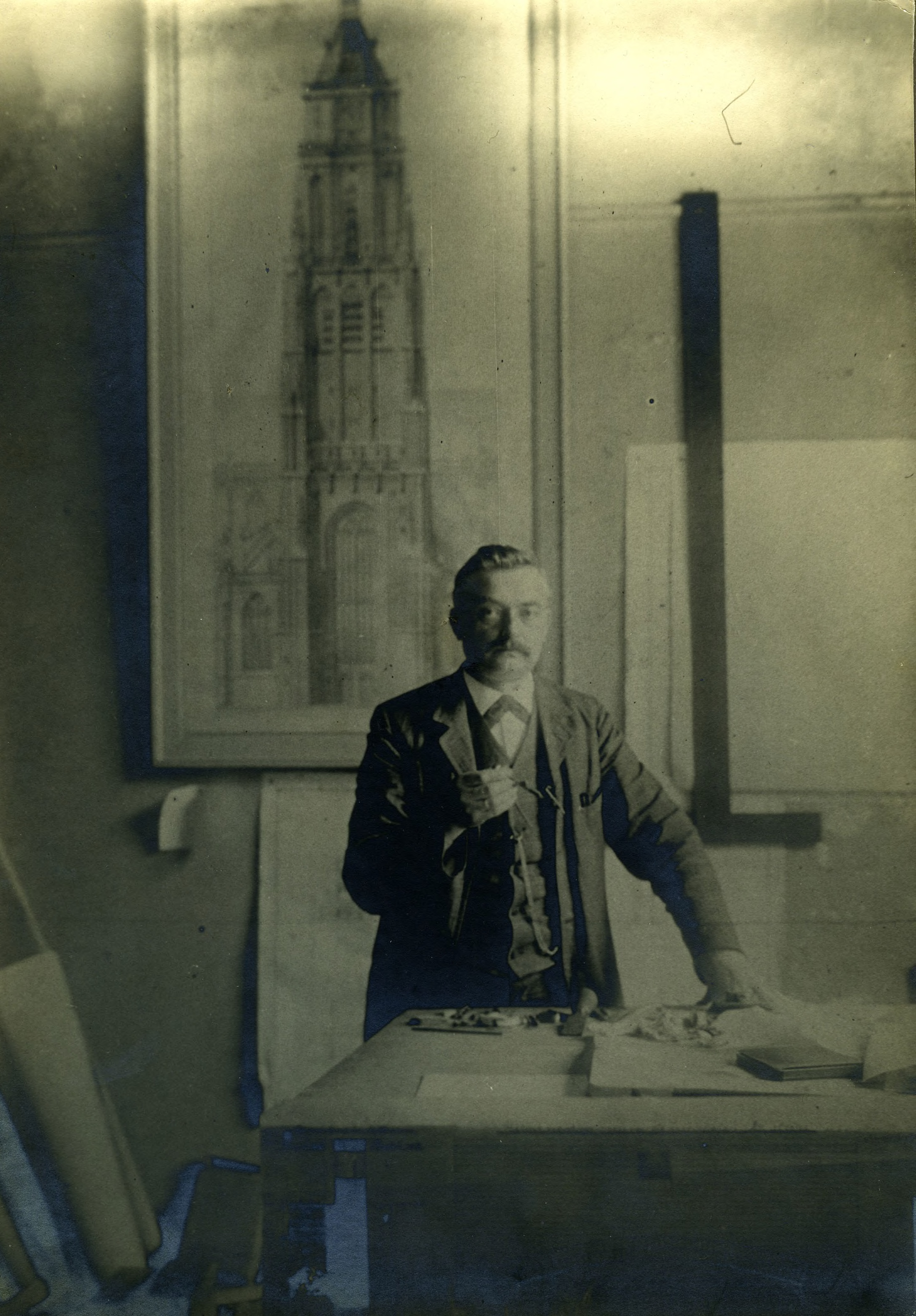
J. van Gent sr. bij zijn tekening van de toren (1899)

De Eusebiuskerk weerspiegelt het historisch belang van de stad Arnhem. In de vijftiende eeuw besloten de Arnhemse kerk- en stadsbestuurders een kerk te bouwen die groter en representatiever moest worden dan de bestaande Sint-Maartenskerk uit de 10e, 11e en 12e eeuw (de stenen opvolger van een 9e-eeuwse houten kerk). De fundamenten daarvan zijn nog zichtbaar in een crypte onder de huidige kerk. In 1452 werd met de bouw van de laatgotische kerk begonnen. Door allerlei tegenslag, onder meer van financiële aard, werd de bouw pas ruim een eeuw later afgesloten. De belangrijkste bouwheer van de kerk was Karel van Egmond, hertog van Gelre en graaf van Zutphen (1467-1538). Hij was een machtig heerser. Zijn politieke en militaire invloed reikte tot ver buiten de Nederlanden. Gelre en Arnhem vormden een machtscentrum in de Europese politiek. Karel van Egmond werd in de Eusebius begraven. Zijn praalgraf in het koor is tot op heden een belangrijke bezienswaardigheid.
In 1578-1579 werd de kerk protestants. Dit had grote gevolgen voor het interieur. Beelden, altaren, muurschilderingen werden verwijderd.
Op 25 juni 1633 sloeg de bliksem in in het zogenaamde Angelustorentje. Daarna brak een grote brand uit waarbij een deel van de houten overkapping van de kerk afbrandde. Vermoedelijk stortte ook het gewelf van het koor in en raakte bovendien de spits van de grote toren beschadigd. Op dat moment had de kerk een toren met boven de tweede trans een torenspits met bovenin een kleine lantaren, zie het schilderij van Herman Breckerveld. Deze toren was toen ongeveer zestig meter hoog. De brand van 1633 leidde tot een restauratie waarbij de toren naar ontwerp van dezelfde Herman Breckerveld hoger gemaakt werd, omdat zij een tweede grotere lantaren kreeg, waarin de klokken van Hemony kwamen te hangen. In 1650 werd de toren voltooid. Zij was vanaf dat moment 97 meter hoog.
Tegen het einde van de 19e eeuw verkeerde de kerk in een slechte staat. Er was een restauratie nodig die 36 jaar zou duren. Het kerkgebouw was tegen 1930 grotendeels opgeknapt.
Aan de toren was men tijdens deze restauratie niet toegekomen toen bij de Slag om Arnhem in september 1944 Britse parachutisten bij Arnhem landden in het kader van Operatie Market Garden. Tijdens de gevechten tussen Britten en Duitsers brak brand uit in de kerk. Het houten interieur en de daken gingen verloren. Kort na de strijd leek de schade nog te repareren, maar in de winter van 1944-1945 stortte de toren verder in, waardoor ook het schip van de kerk werd vernield. Ondanks de verwoestingen heeft men, ter gelegenheid van de bevrijding, op 11, 13 en 14 mei 1946 een openluchtspel "Op het puin" uitgevoerd voor en op de ruïne van de kerk. Na de oorlog besloot men de Grote of Eusebiuskerk weer op te bouwen, "groter en mooier dan zij ooit was geweest", aldus de geschiedschrijver van de Eusebiuskerk A.G. Schulte.

## De kerkzaal

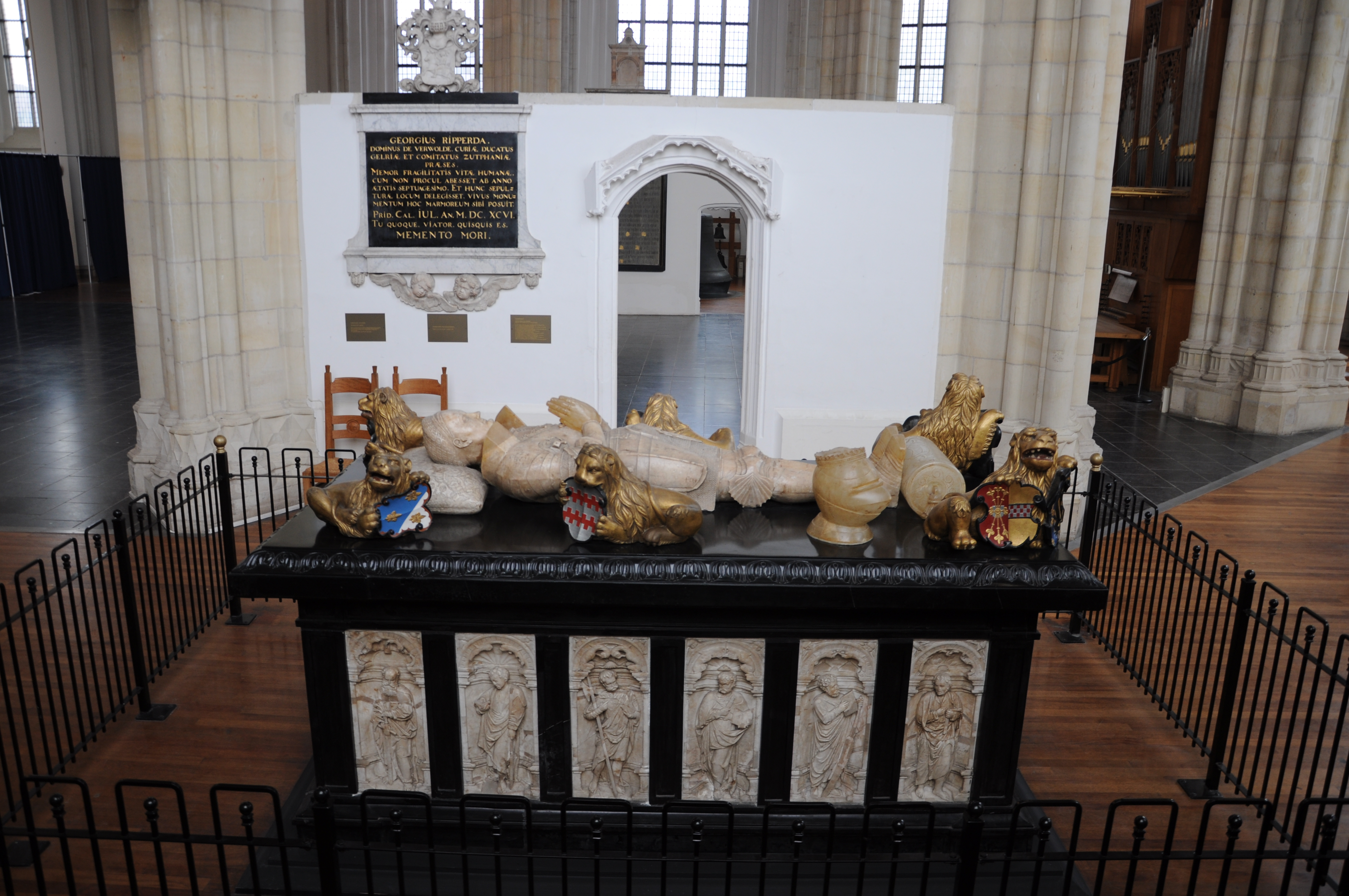
Karel van Egmond in de kerkzaal, in de kooromgang

De Eusebiuskerk heeft de vorm van een driebeukige kruisbasiliek. De kerkzaal van de Eusebiuskerk is een bouwkundig meesterwerk (79 m lang, 29 m breed, schip 25 m hoog). Ondanks de dramatische verwoesting tijdens de Slag om Arnhem en de wederopbouw na de oorlog, is er nog veel van de imposante kerkzaal aanwezig gebleven.
In de kerkzaal staan diverse objecten die direct verbonden zijn met Karel van Egmond, hertog van Gelre en graaf van Zutphen zoals het praalgraf, het harnas en de door hem geschonken Salvatorklok. In 1538, het jaar van zijn overlijden, gaf de hertog opdracht aan de Arnhemse klok- en geschutschieter Willem Tolhuys om de Salvatorklok te gieten, die in 1539 gereedkwam.
Na zijn dood zamelde de Arnhemse bevolking geld in en eerde Karel van Egmond met het praalgraf in de Eusebiuskerk. De zwart marmeren tombe heeft 16 reliëfs van wit albast waarmee de tombe is bekleed. Zij stellen twaalf apostelen voor met typisch renaissance ornamenten. Op de tombe ligt de hertog in volledige wapenuitrusting omgeven door zes schildhoudende leeuwen met acht kwartierwapens van Karel van Egmond.

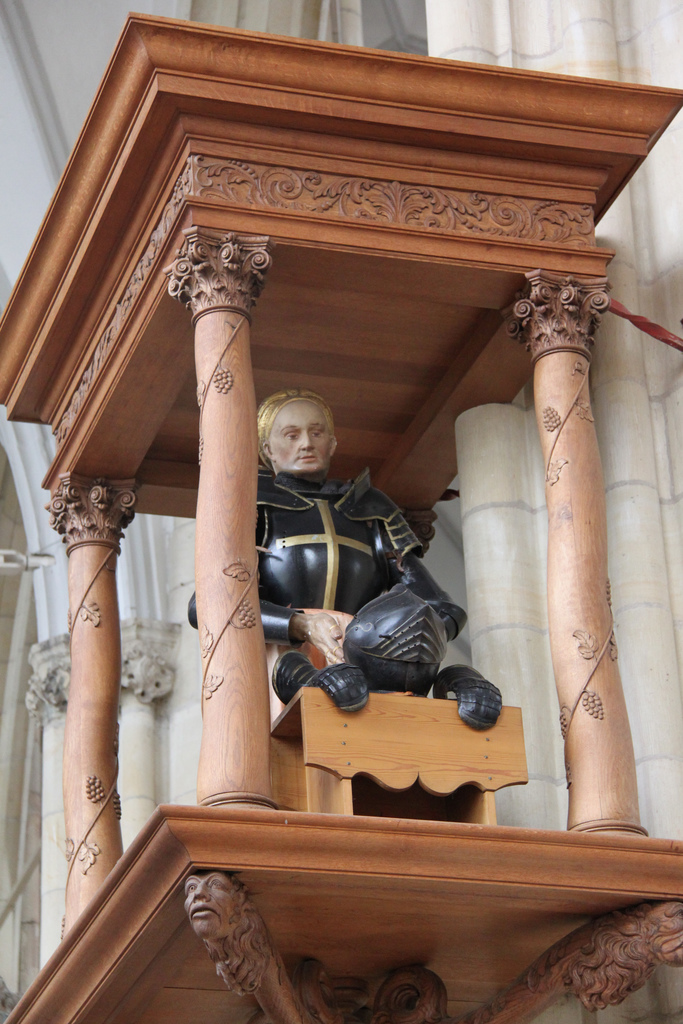
Hertog Karel van Egmond, hertog van Gelre

Boven het praalgraf hangt een baldakijn (eikenhouten kastconstructie) met een gipsen beeld van de knielende Karel van Gelre in het originele harnas dat hij rond 1515 heeft gedragen. Dit harnas, ook wel 'de man in het kastje' is uniek in zijn soort: het is het oudste in Nederland vervaardigde harnas. Oorspronkelijk bevond het originele zwaard ook in het baldakijn. Tijdens de val van de toren op het schip in 1944 kwam ook 'de man in het kastje' naar beneden en is het zwaard enkele dagen later gestolen. Tijdens de naoorlogse restauratie is er een replica gemaakt van het zwaard, wat ook verdween. In 2019 heeft een grondige restauratie van het harnas plaatsgevonden. Ook is er weer een nieuwe replica van het zwaard, vervaardigd door meestersmid Gotscha Lagidse.
Door de eeuwen heen zijn diverse historische objecten bewaard gebleven die te maken hebben met de burgers van Arnhem, zoals de vier gildetafels in het noordertransept, de preekstoel en het epitaaf (grafmonument) van Jodocus Sasbout, de eerste kanselier van Gelderland onder keizer Karel V. Op de oostelijke sluitingsmuur van de kooromgang is een muurschildering te zien. De muurschildering uit 1550 is origineel en stelt de vier taferelen uit het verhaal van de dood en herrijzenis van Christus.
Onder de Eusebiuskerk bevinden zich de grafkelders. Hier liggen onder andere de skeletten van drie neven van Willem van Oranje. Ook zijn de fundamenten van de voorganger van de Eusebiuskerk te bewonderen: de in de tiende en de elfde eeuw gebouwde St. Maartenskerk. Deze werden opgegraven tijdens de wederopbouw in de jaren zestig.

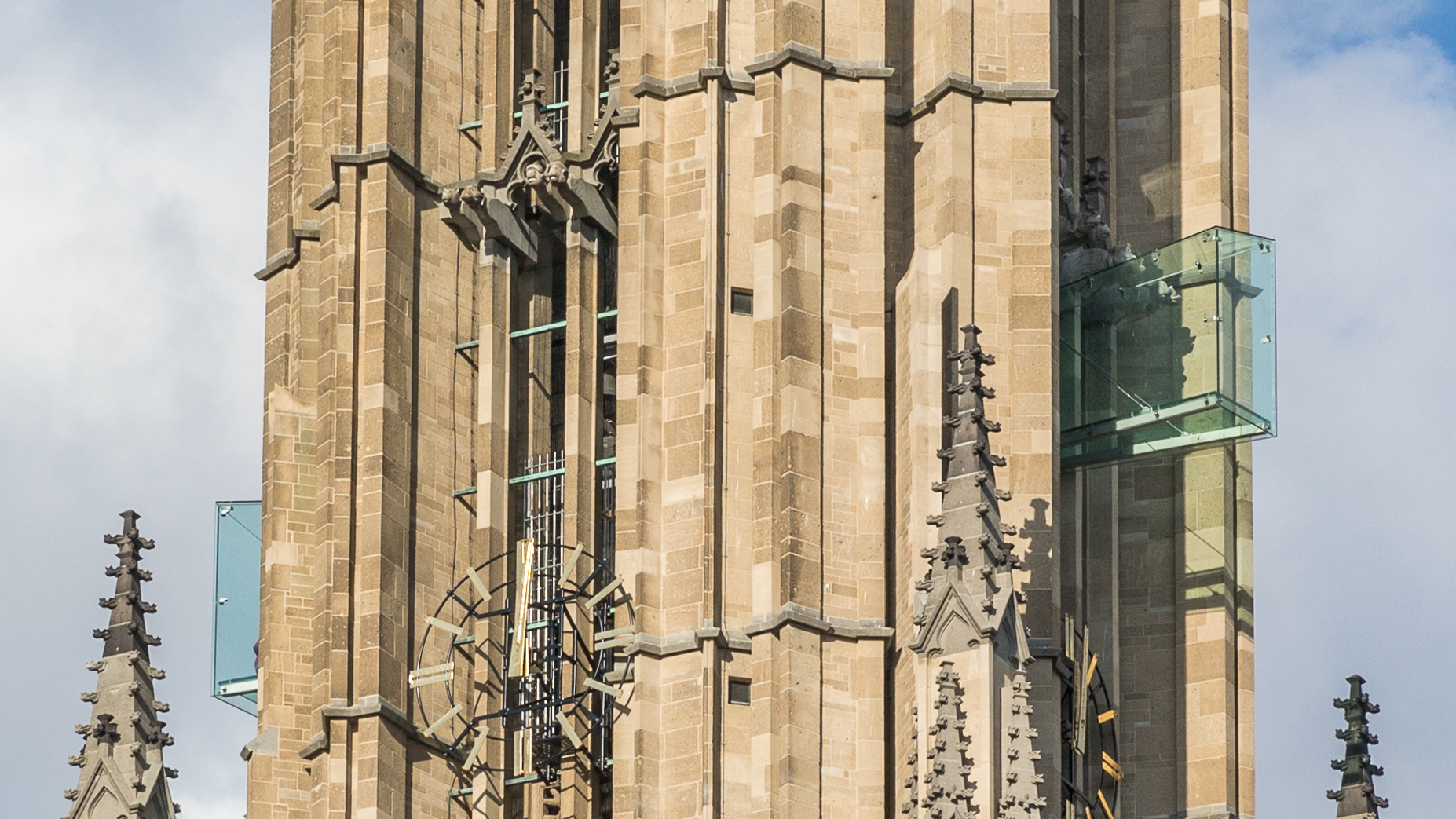
Glazen balkons aan oost- en westzijde van de toren van de Eusebiuskerk.

## Orgels

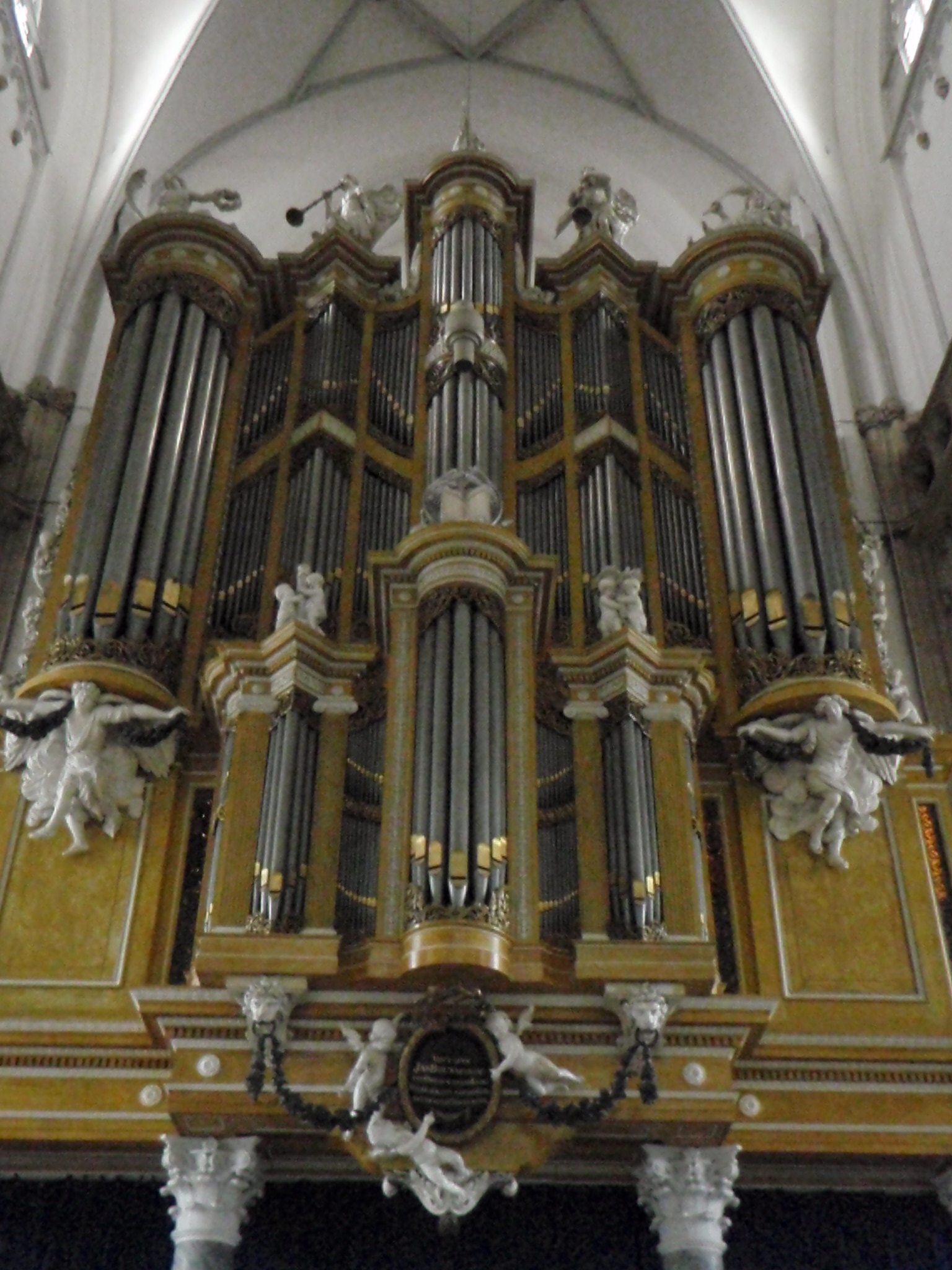
Het Strümphlerorgel

## Restauratie

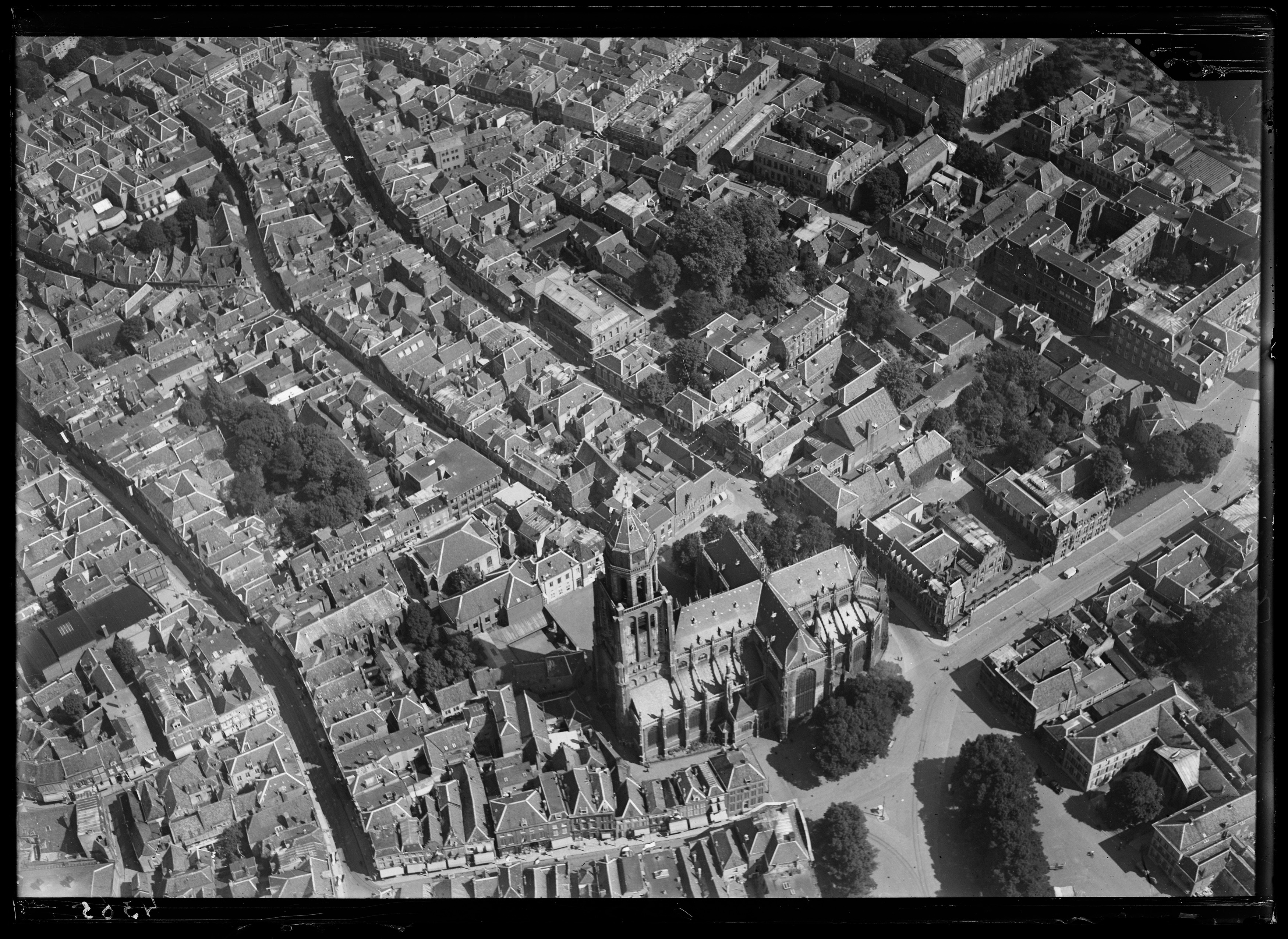
Sint-Eusebiuskerk op luchtfoto van de Luchtvaartafdeeling, 1920-1940.

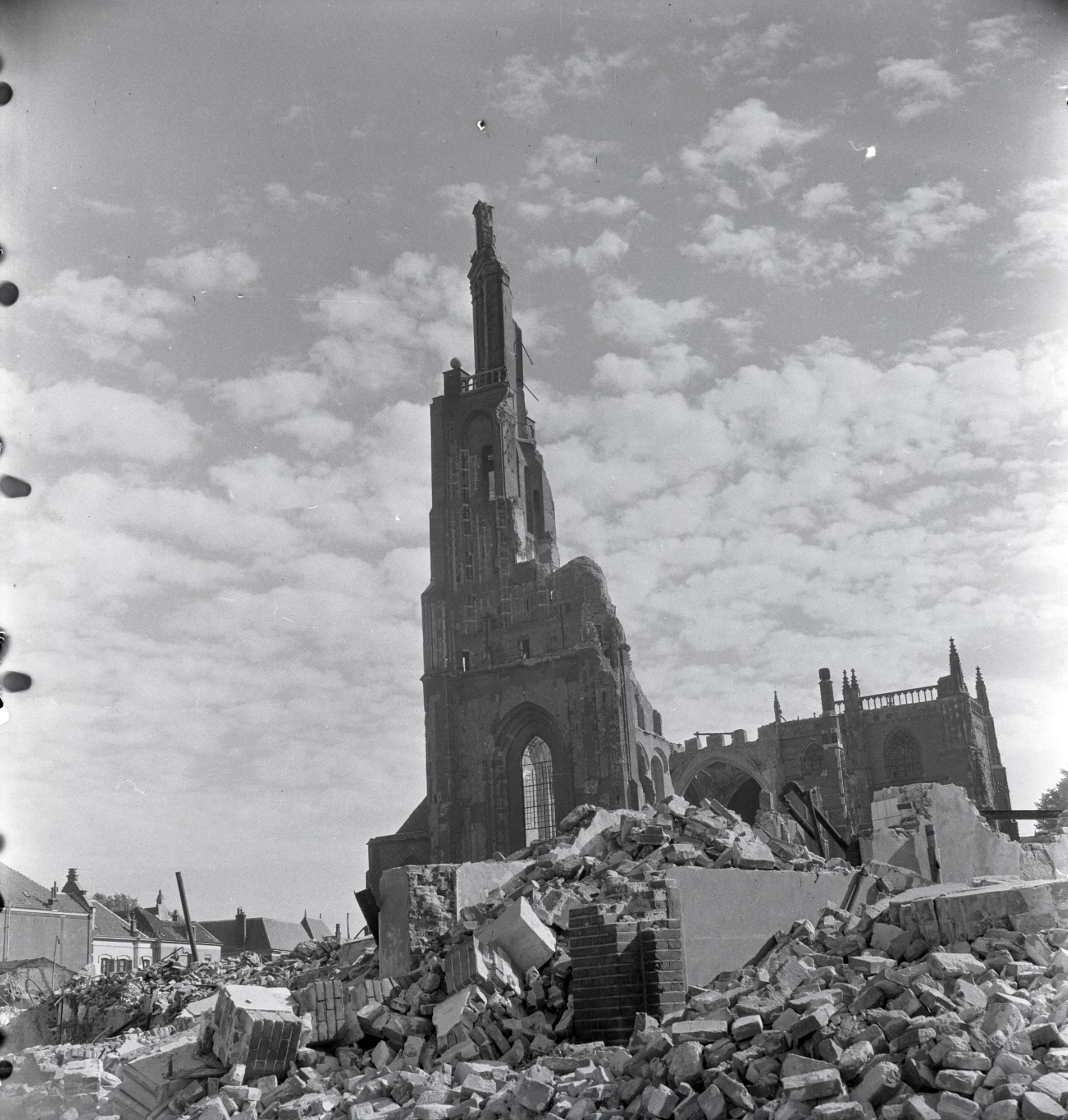
Schade door de Tweede Wereldoorlog

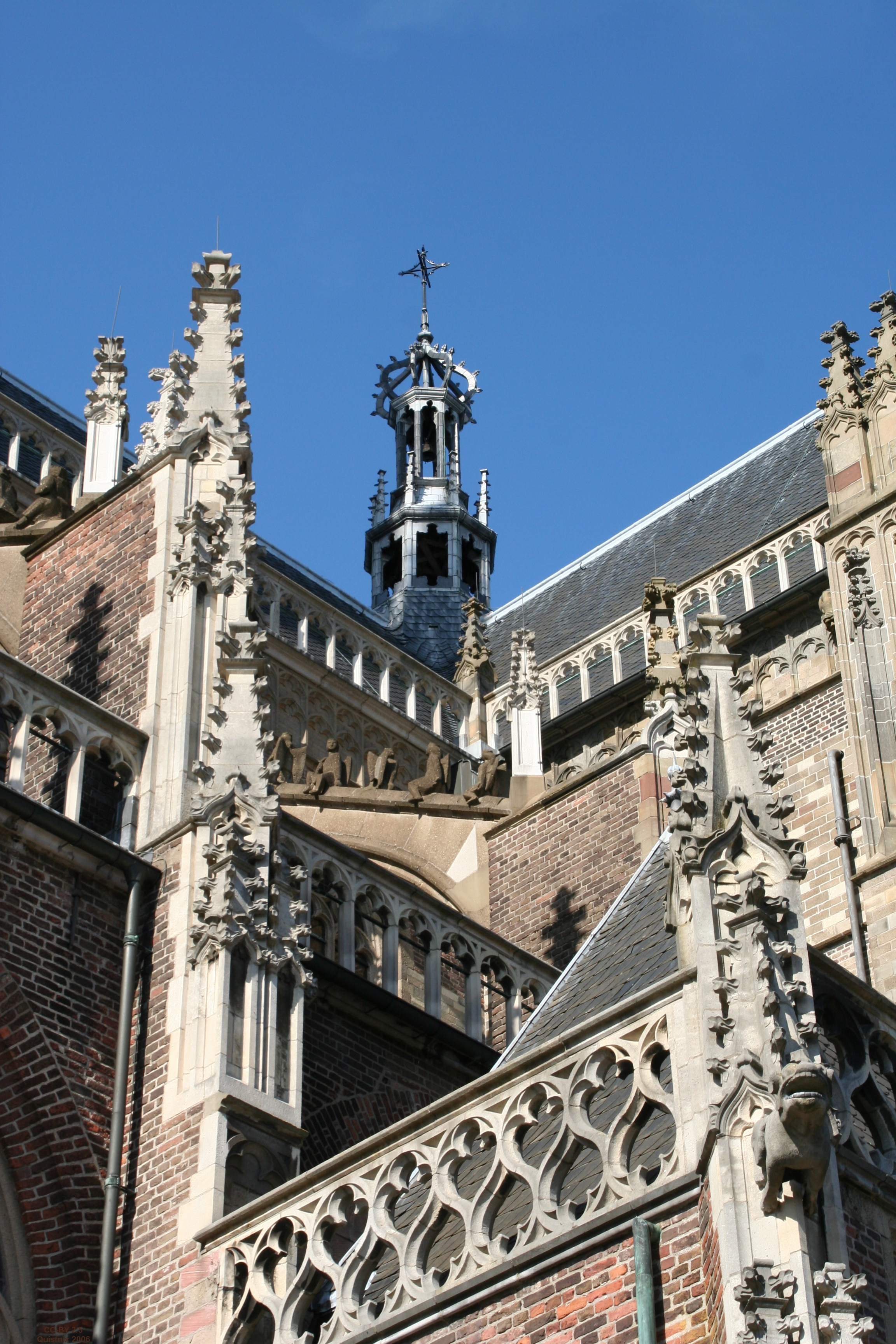
Het uitbundige beeldhouwwerk van de kerk is in de jaren zestig gerestaureerd

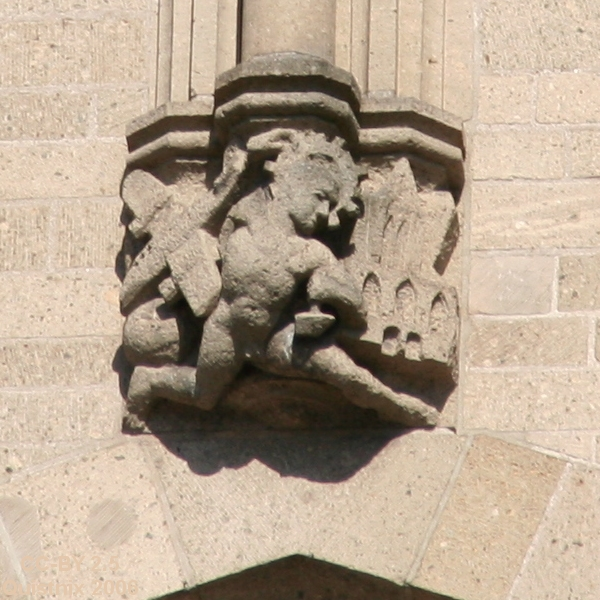
De verwoesting van Arnhem (1956), kraagsteen van Eduard van Kuilenburg

## Foto's van de Eusebiuskerk voor 1944

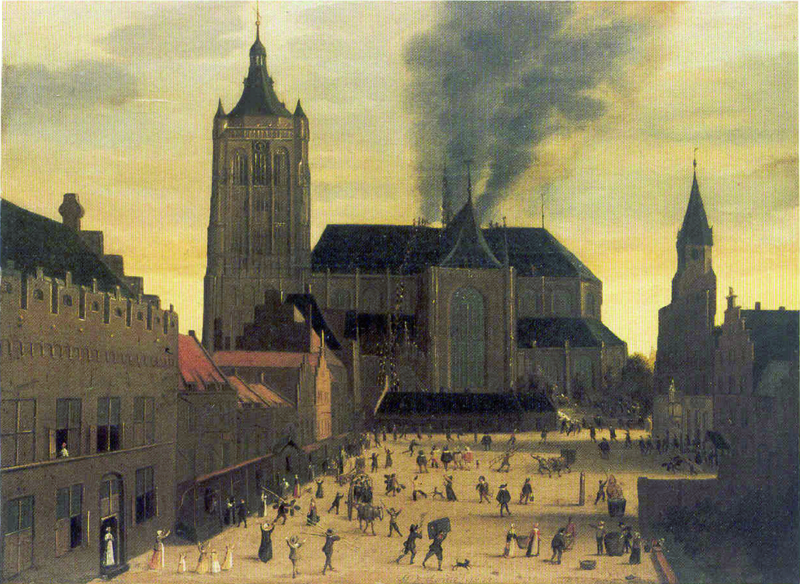
Herman Breckerveld, Brand in de Eusebiuskerk, Arnhem, 25 juni 1633
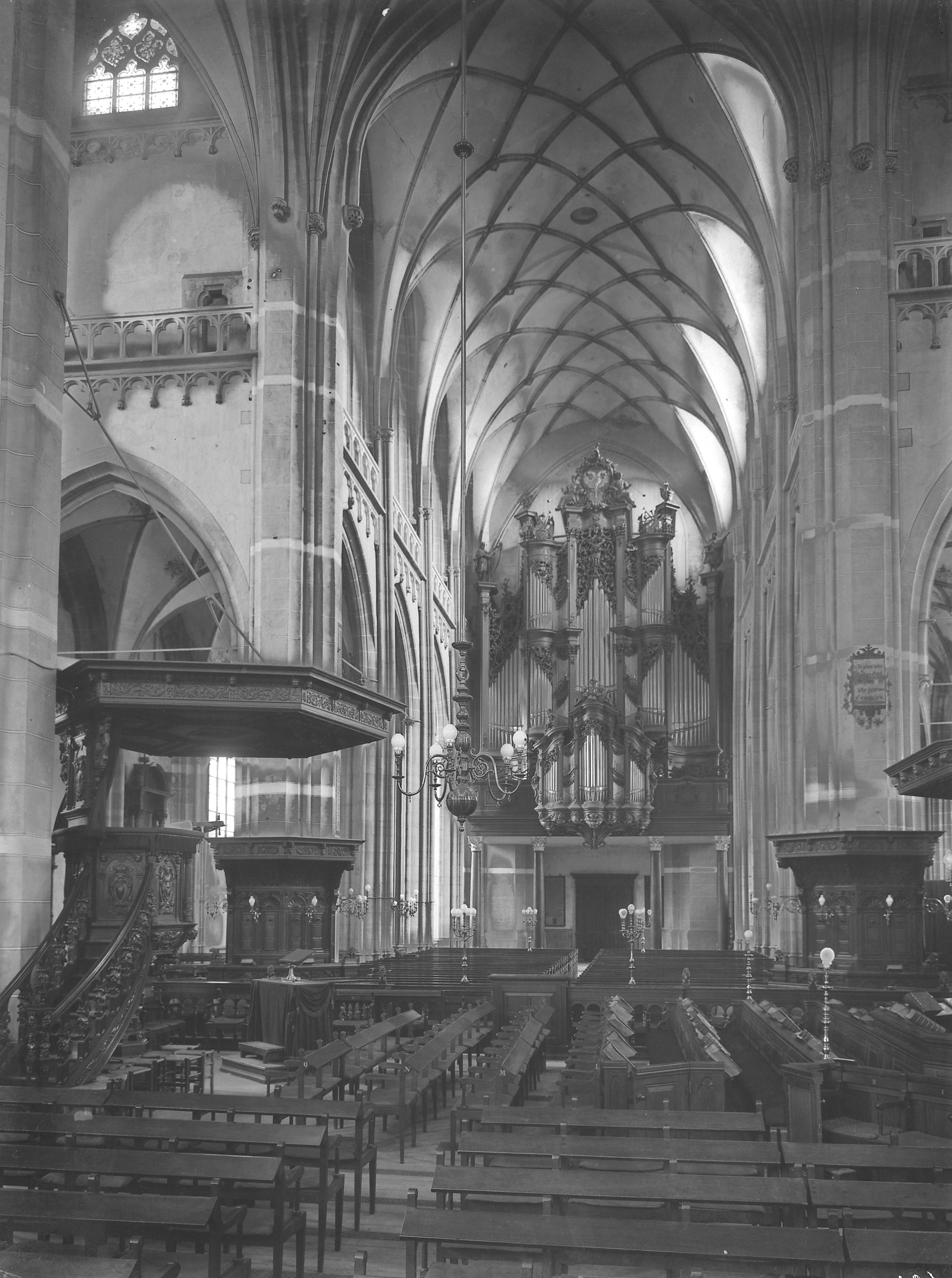
Interieur met de preekstoel en het Wagnerorgel
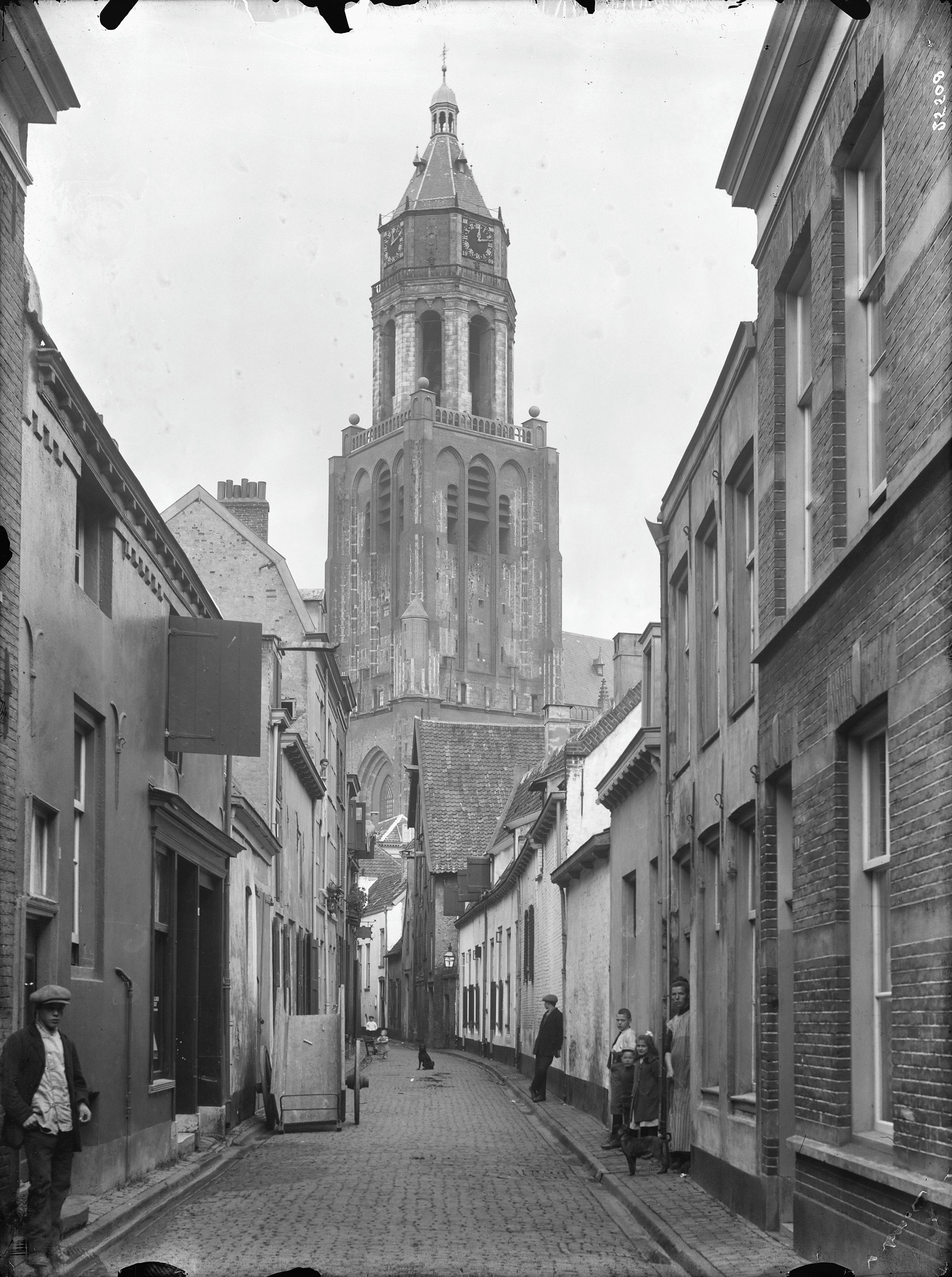
De Eusebiustoren vanuit het zuidwesten
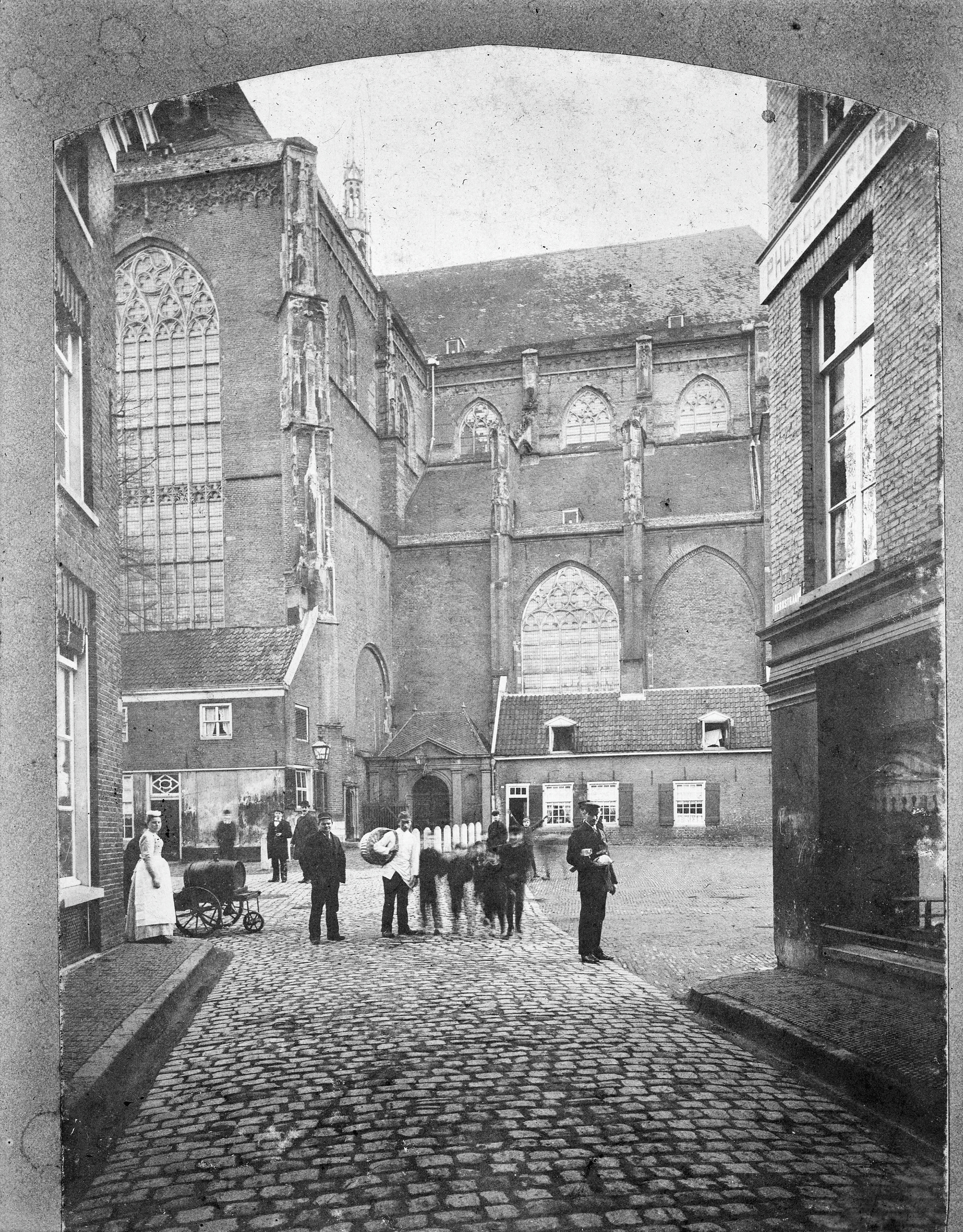
Straatbeeld
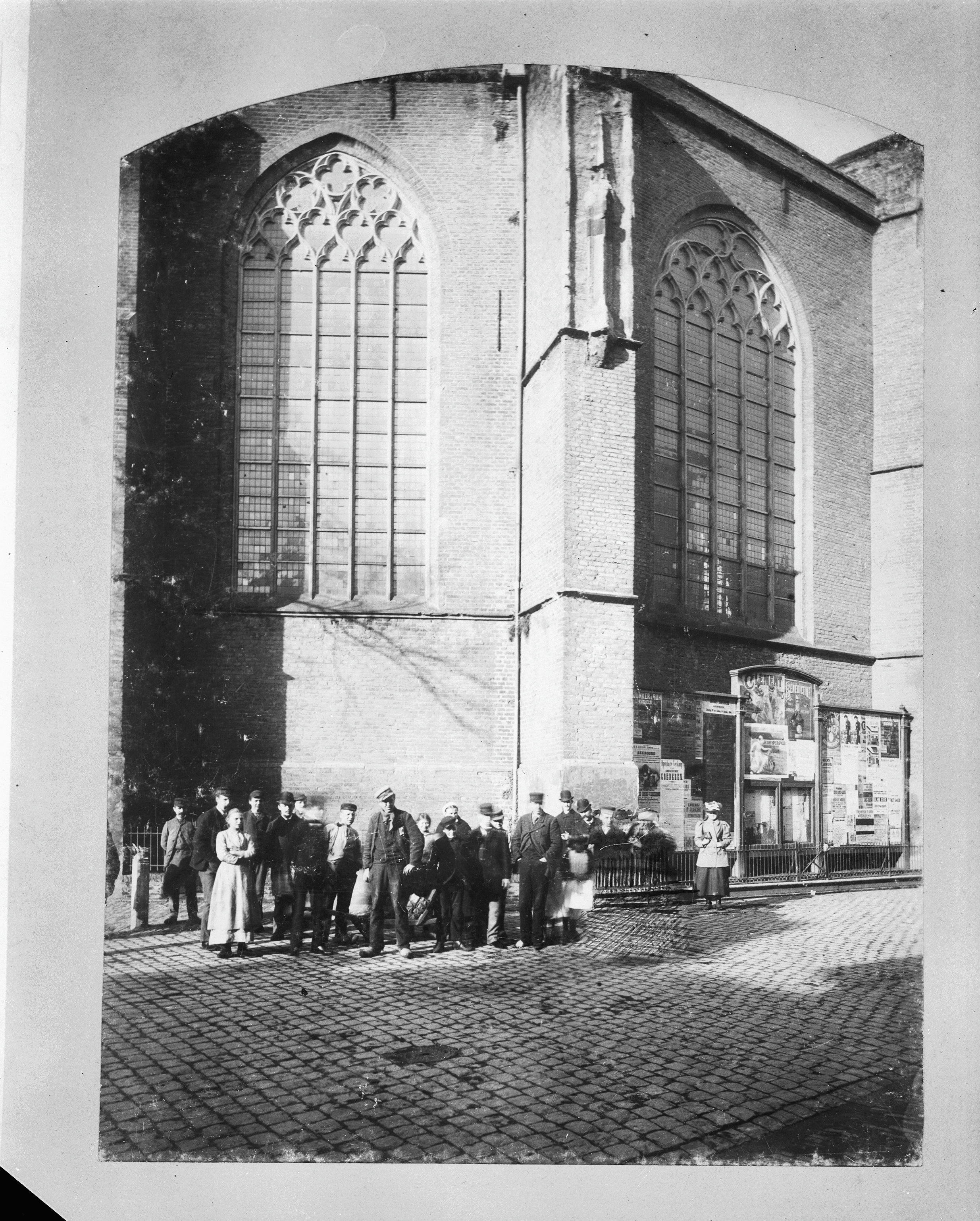
Straatbeeld in 1894
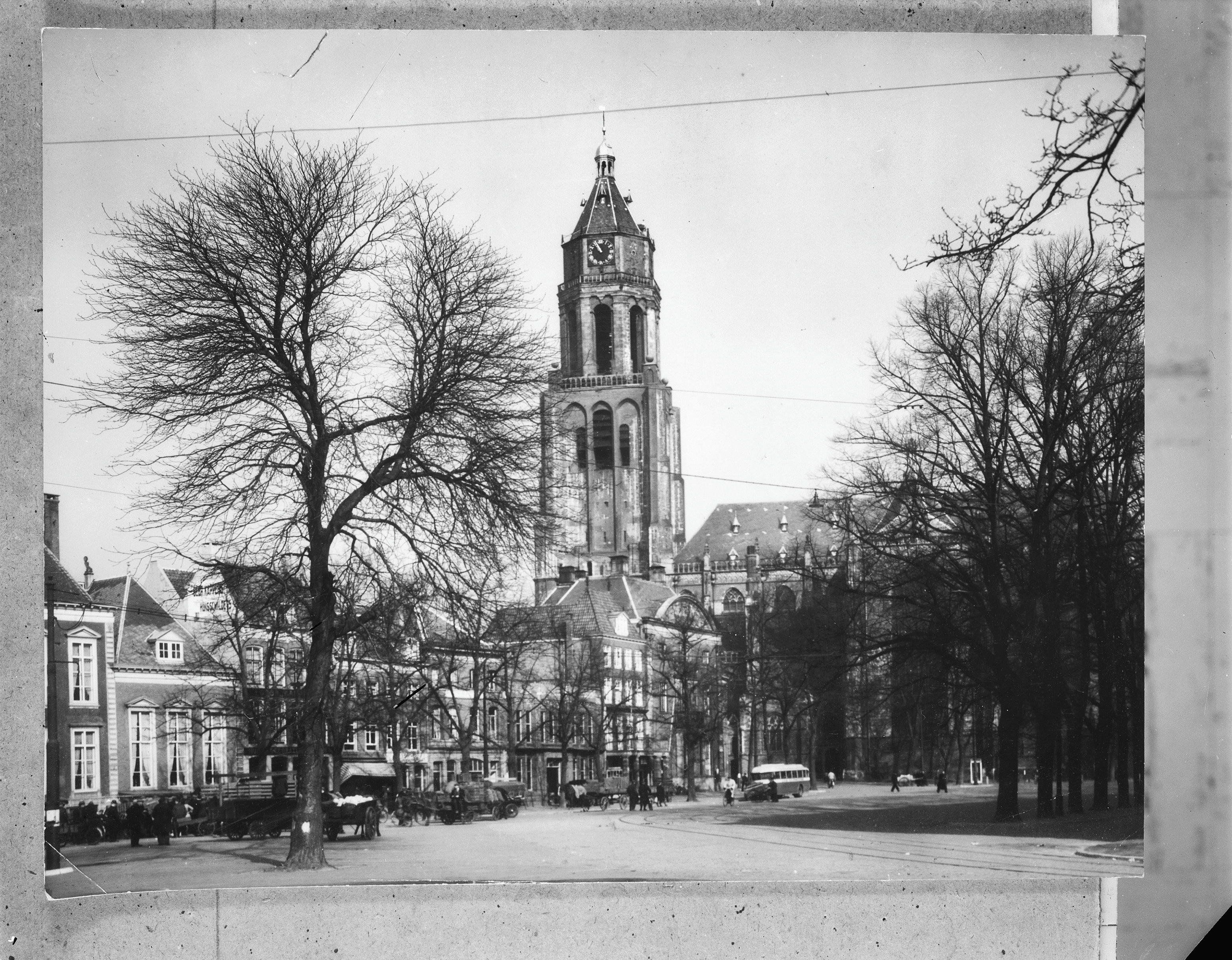
De kerk in de jaren dertig
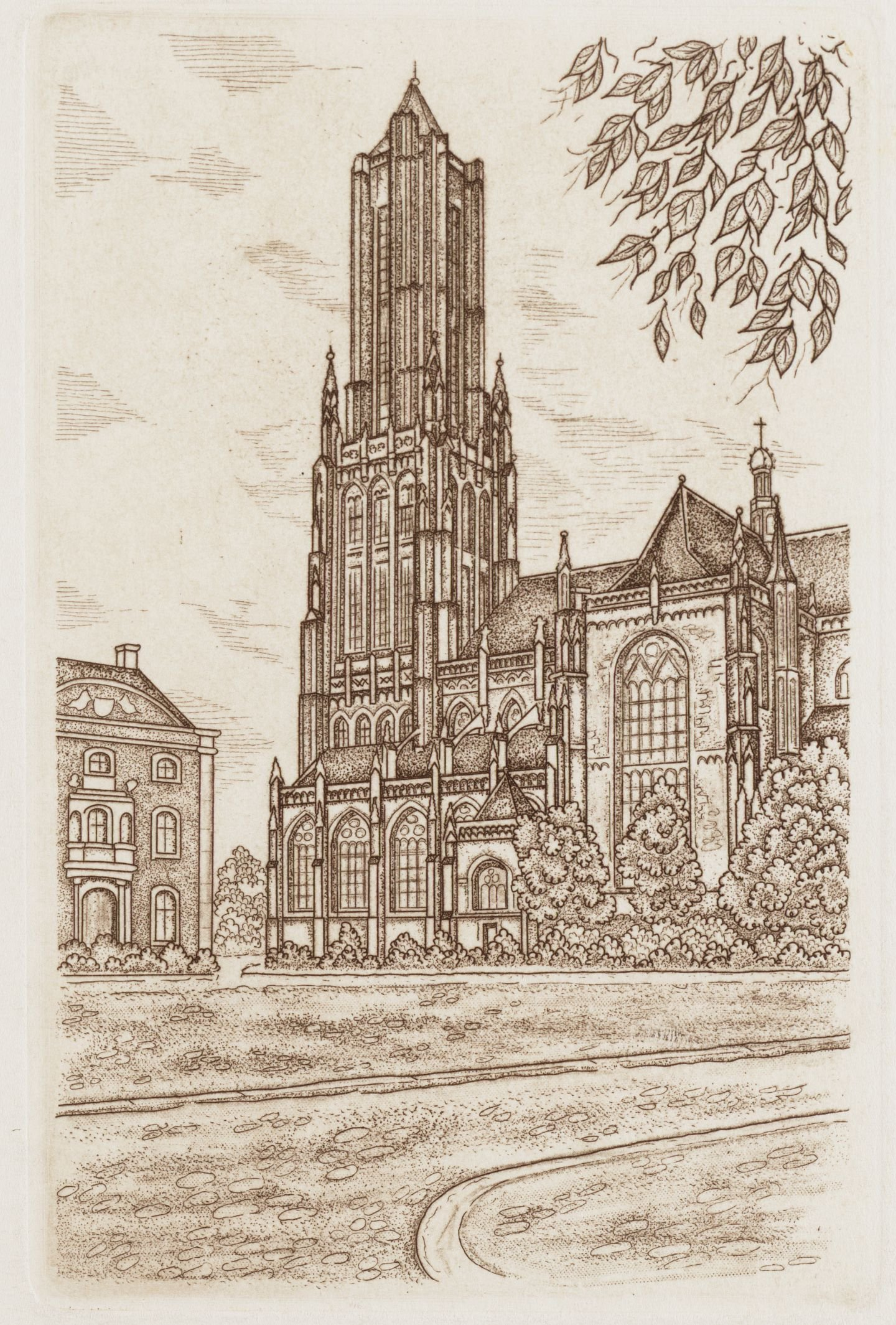
Kerk circa 1960